# 拱廊之火
拱廊之火（英語：Arcade Fire）是一支独立摇滚乐队，来自于加拿大的蒙特利尔。乐队的主创成员是Win Butler和Régine Chassagne，他们是一对夫妻。乐队演奏的主要乐器有吉他、贝司和鼓，除此之外还有钢琴、小提琴、中提琴、大提琴、低音提琴、木琴、钟琴、键盘、圆号、手风琴、竖琴、曼陀林和手摇风琴。乐队在巡演中会带上几乎所有的乐器，然后由多面手的乐队成员们在整场演出中交替演奏。
拱廊之火乐队赢得了诸多奖项，包括2008年流星音乐奖的最佳国际专辑奖和2008年朱诺音乐奖的年度另类专辑奖。乐队在2005年和2008年因专辑和同获格莱美音乐奖的最佳另类音乐专辑奖提名。而他们于2010年发行的专辑更是得到了评论界的称赞，同時獲得第53界格林美年度專輯獎以及全英音樂獎最佳國際組合及最佳國際專輯的肯定。他們於2013年10月發行第四張錄音室專輯《Reflektor》。而他們出道至今的四張專輯都受到格萊美獎最佳另類專輯的提名。

## 录音室专辑
- 《拱廊之火（英语：Arcade Fire (EP)）》（2003年）
- 《葬禮（英语：Funeral (album)）》（2004年）
- 《霓虹圣经（英语：Neon Bible）》（2007年）
- 《郊區》（2010年）
- 《反射（英语：Reflektor）》（2013年）